# When Johnny Comes Marching Home
 «Когда Джонни вернется домой» (англ. When Johnny Comes Marching Home) — американская песня времён Гражданской Войны.

## История
Автором текста песни написанной во времена Гражданской войны в США был американский композитор и дирижёр ирландского происхождения Патрик Гилмор. Первая из опубликованных в Библиотеке Конгресса партитур с текстом и музыкой с подписью псевдонима Гилмора «Луи Ламберт» датируется 26 сентября 1863 года. Ирландские композиторы сделали весомый вклад в американскую музыку тех времён, включая неофициальный гимн солдат-конфедератов «Дикси», созданный таким же «ирландским американцем» Дани Эмметом.
Причины, почему Гилмор опубликовал своё произведение под псевдонимом, не обоснованы до конца. По одной из версий, ряд тогдашних популярных композиторов объясняли это добавлением таинственности и романтического ореола его произведению.
Также есть версия, что Гилмор написал эту песню, вдохновившись надеждами своей сестры Анны о возвращении с войны её жениха, капитана легкой артиллерии Джона О’Рурка.
Позже Гилмор признал, что он лишь составил текст, а оригинальная мелодия не его авторства. В интервью Musical Herald со статьей 1883 года он отметил:

«Мелодию мне пришлось услышать в первые дни войны, она мне понравилась, я ее записал, привел в порядок, написал стихи и опубликовал как уместную в то время».
Мелодия, вероятно, была заимствована у застольной песни Johnny Fill Up the Bowl, опубликованной в Библиотеке конгресса 1 июля 1863 года. На тот же мотив сегодня исполняется антивоенная песня Johnny, I Hardly Knew Ye, написанная изначально с другой мелодией (а также другие производные, например, English Civil War панк-группы The Clash).

## В популярной культуре
- Мелодия песни используется как фон в фильме «Доктор Стрейнджлав, или Как я перестал бояться и полюбил бомбу». Популярность исполненной на тот же мотив в 1961 г. группой The Clancy Brothers антивоенной песни Johnny, I Hardly Knew Ye подчеркивает парадоксальность и трагикомичность сюжета.
- Используется как марш команды Университета в фильме «Girls und Panzer the Movie»
- Мелодию с мотивом песни можно слышать в фильме «Крепкий орешек 3: Возмездие» (в эпизоде ограбления банка).
- Используется в качестве закрывающей композиции к аниме «Пираты Чёрной лагуны: Кровавая тропа Роберты»
- Гитаристом Alex De Grassi для своего сольного альбома «Now and Then: Folk Songs for the 21st Century» (2010 год) записана аранжировку данной композиции.

## (Ghost) Riders in the Sky
В 1948 году Стэн Джонс, взяв за основу мелодию марша, записал песню "(Ghost) Riders in the Sky: A Cowboy Legend" - одну из самых известных в жанре кантри-энд-вестерн, ставшую "ковбойским стандартом". Свои версии этой песни записывали такие известные исполнители, как Берл Айвз, Бинг Кросби, Том Джонс, Джин Отри, Джонни Кэш, Дин Рид и многие другие. Песня звучит во многих фильмах - Братья блюз 2000, Призрачный гонщик и других.